# Jerzy Nowosielski
Jerzy Nowosielski (sinh ngày 7 tháng 1 năm 1923 tại Kraków – mất ngày 21 tháng 2 năm 2011 tại Kraków) là một họa sĩ, nghệ sĩ đồ họa, nhà thiết kế bối cảnh và họa sĩ minh họa người Ba Lan.
Jerzy Nowosielski là tác giả của nhiều tác phẩm nghệ thuật về chủ đề tôn giáo (bao gồm tranh tường, trang trí cung thánh và tượng đa sắc) trong các nhà thờ Chính thống giáo ở Kraków, Białystok và Jelenia Góra, Nhà thờ Công giáo Rôma Thánh Giá ở Wesoła, Nhà thờ Phanxicô ở quận Azory của Kraków, và Nhà thờ Công giáo Hy Lạp ở Lourdes, Pháp. Ông đã tham gia thiết kế và xây dựng Nhà thờ Đức Trinh nữ Maria Hạ Sinh ở Biały Bór.
Jerzy Nowosielski cũng vẽ tranh chân dung, tranh phong cảnh, tranh tĩnh vật và tranh trừu tượng. Các tác phẩm này nằm trong bộ sưu tập của nhiều bảo tàng ở Ba Lan và cả trong các bộ sưu tập tư nhân ở nước ngoài, bao gồm Canada, Hoa Kỳ và Đức. Năm 1993, Jerzy Nowosielski được trao giải thưởng của tổ chức văn hóa Ba Lan Wielka Fundacja Kultury. Ông còn được nhận danh hiệu tiến sĩ danh dự của Đại học Jagiellonian vào năm 2000.